# ان‌جی‌سی ۶۰۵۲
ان‌جی‌سی ۶۰۵۲ (انگلیسی: NGC 6052) نام یک جفت کهکشان در صورت فلکی زانوزده است که در تاریخ ۱۱ ژوئن ۱۷۸۴ توسط ویلیام هرشل کشف شد.